# Árpád magyar fejedelem

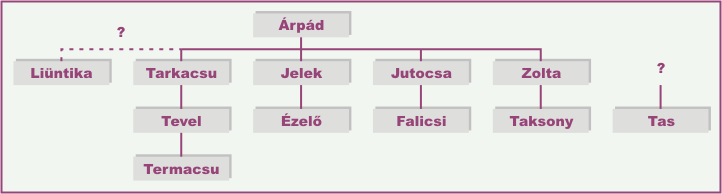
Árpád leszármazottai Bíborbanszületett Konstantin szerint

Árpád (845 – 907. július eleje) a magyar törzsszövetség nagyfejedelme a honfoglalás idején, melynek során a magyarok Etelközből a Kárpát-medencébe települtek. Kézai Simon a hét vezér közé sorolta. Tőle származnak az Árpád-ház uralkodói, akik halálát követően négy évszázadon át uralkodtak Magyarországon. Életének számos részlete vitatott, mivel a különböző források ellentmondanak egymásnak. A honfoglalás alatt betöltött vezető szerepét több későbbi krónika hangsúlyozza.

## Nevének eredete, jelentése
A magyar nyelv történeti-etimológiai szótára az árpa növénnyel hozza összefüggésbe Árpád nevét. A növénynév közép-ázsiai eredetű, a gabona a gazdagságra utal, a hozzá kapcsolt -d kicsinyítő képző finnugor elem. 
Árpád nevét ettől függetlenül még számosan, számos forrásból vélték magyarázni. Ennek jó összefoglalóját adja Mizser Lajos munkája. A következő felsorolás (1-15) s az idézetek tőle származnak.
- 1. „Bibliai helynév: Arpad (Királyok 2 18:34; Ézsaiás 10:9; Jeremiás 49:23).”
- 2. „A szintén bibliai Arfaxat, azaz Arpaksát: Sém fia, Ábrahám őse (Mózes 1 10:22), sőt Mózes említ egy Arvád nevű helyet is, amelyet Sém nemzetsége ült meg. Lukács írja (3:36), hogy az említett Arfaksád Jézus ősapja volt.”
- 3. „Iráni magyarázat: az Ariapeites magyarítása.”

Hérodotosz szerint Ariapeithész (Αριαπειθης) a királyi szkíták egyik nagyura volt.
- 4–7. „Török magyarázatok. VÁMBÉRY: ’bölcs herceg, fejedelem’ (M. bölcs), a ’jósol’ (arbai) ige származéka (M.er.). PÁLÓCZI VÁMBÉRYre hivatkozva hoz adatot: ’varázsló’, ehhez még G. SZABÓ hozzáteszi ’árpaszemekből jósoló’.”
- 8. „DOMANOVSZKY: ’arany pad’.”
- 9. „HEGEDŰS LÓRÁND: ’homok színű oroszlán’.”
- 10. „RÁSONYI LÁSZLÓ: ’védelmező hős’.”
- 11. „EtSz.: ar + pad: ’sok, nagy’ + ’fenék’. Valószínűleg a Kötöny név osztyák fordítása.”
- 12. „KOLOZSVÁRI GRANDPIERRE EMIL alighanem a Turul-mondára gondolt, amikor az ár szóból próbálja levezetni.”
- 13. „A magyar nyelvben keletkezett. KUUN GÉZA: árpa + -d (EtSz. MU., Szók.2). KERÉNYI KÁROLY a névadás alapját az árpa termékenységével magyarázza, FÖLDES pedig a Karvalyos zászló című regényében Árpád alacsony termetével.”[7]
- 14. „GOMBOCZ és PAIS (s utánuk mások is) azt tartották, hogy árpa - Árpa - Árpád.”[8]

Ami az árpa főnév -d kicsinyítő képzős alakját illeti, Mizser Lajos az eltérő lejegyzésekre és kiejtésekre hívja fel a figyelmet.
Czuczor Gergely és Fogarasi János szerint az árpa növény „Nevét valószinüen árrhoz hasonló szúrós szálkáitól kapta.”
Az árpa kifejezés török eredete kétséges. Az azerbajdzsáni Arpa, illetve Arpaçay folyónak például nem a törökök, hanem a királyi szkíták egyik csoportja adott nevet: görögösen Harpaszosz (Αρπασος). A királyiak az i. e. 400. évben a mai Gjumri város környékén éltek. Xenophón beszámol róluk – nevük szküthenoi: σκυθενοι –, és később Diodórosz Szikeliotész is. Lenyesve a Harpaszosz kifejezés végéről a görögben kötelező toldalékot, a névszó jelölését, a magyar Árpás szóhoz hasonló kifejezést kapunk: Arpasz.
- 15. „Ha a krónikabeli vezérnévsort megnézzük, akkor érdekes dologra bukkanhatunk: Árpád, Szabolcs, Gyula, Künd, Lél, Bulcsu, Örsur. KISS LAJOS is feltételezte, hogy a Szabolcs név eredetileg méltóságnév volt. Ha a sort (nem biztos, hogy névsort) végignézzük, akkor csak Árpád és Lél lóg ki belőle, a többi mind a méltóságot jelöli. És az is igaz, hogy Bulcsu és Lél kronológiai okoknál fogva nem lehetett Árpád vezértársa. Ez okfejtést lezárva, az Árpád nevet méltóságnévnek tartom, miként FÖLDES PÉTER is teszi. Hogy a Gyulához hasonlóan nem élt tovább, az nem bizonyít, de nem is cáfol semmit. Ceterum censeo: az Árpád névről nagyon sokat tudunk, de a bizonyosságtól még most is távol vagyunk.”

A Mizser Lajos által idézett Földes Péter összetett gondolatmenetében foglalkozik Árpáddal. Megállapításai egybevágnak Rásonyi Lászlóéval. Szerinte "A név értelme "védelmező hős", vagy "a trón őrzője" lehetett."

## Származása és tisztsége
Arab források arról írnak, hogy a magyaroknál a honfoglalás előtt valamikor létezett a kettős fejedelemség intézménye, amely ugyanaz, mint a kazárok szakrális kettős királysága. Eszerint a magyar kende és gyula hasonló viszonyban voltak, mint a kazár kagán és kagán-bég. Vitatott azonban, hogy ez a rendszer meddig élt, fennállt-e a honfoglalás idején. A bizánci források (Bíborbanszületett Kónsztantinosz) viszont nyomatékosan írják: „Ez előtt az Árpád előtt a türköknek más fejedelmük sohasem volt…” - vagyis a források erre nézvést nem egyértelműek.
A későbbi források szerint Álmos vezér gyermeke volt, a honfoglalás idején, 895-ben középkorú férfi, akinek fia, Liüntika már önállóan hadsereget vezetett. Kristó Gyula szerint 845 körül született. Árpád még Álmos életében a törzsszövetség vezetője, nagyfejedelem lett. Erről Bíborbanszületett Kónsztantinosz császár tudósít, akinél 948 körül magyar küldöttség járt Bulcsú harka vezetésével, aki mindezt elmondta neki. A küldöttség tagja volt Árpád egyik dédunokája, Termecsü is. Bulcsú szerint Árpád nagyfejedelemmé választása 55 évvel korábban történt, ami a 893 körüli választást jelenthet.
Bíborbanszületett Kónsztantinosz császár szerint a kagán kezdeményezte a magyar törzsszövetség központosítását, hogy megerősítse hatalmát fölötte. A kagán először Levedit nevezte volna ki a magyarok vezérének, de ő nem fogadta el, és Álmost vagy Árpádot javasolta.  A kagán inkább Árpádot választotta eszessége és tudása miatt, ezzel a javaslattal kereste fel a magyarokat. Árpádot ezután kazár szokás szerint pajzsra emelték. 
Kónsztantinosz Árpádra a türkök nagyfejedelmeként hivatkozik (ὁ μέγας Τουρκίας ἄρχων).
A bizánci császár hitelessége vitatott. Victor Spinei román történész szerint nem hiteles, de Róna-Tas szerint megvan az írások igazságmagva. Az utóbbi szerint Árpád választását Álmos támogatta, miután lemondatta Levedi kendét. Eszerint Árpád Levedi helyét vette át, így Álmos megtarthatta gyula tisztségét.
Árpád törzsszövetségbeli pozíciója vitatott, mivel Kónsztantinosz sem nála, sem utódainál nem említi a méltóságnév magyar fordítását. Györffy György szerint a gyula tisztséget viselte, majd Kurszán kende Fischa menti meggyilkolása után (904) magához ragadta annak rangját, így jött létre a „fejedelem” tisztsége, míg a gyula rangot más törzsfő – Györffy szerint Tétény – kapta meg csökkent hatáskörrel. Kristó Gyula szerint Árpád a kende tisztséget viselte, s mint ilyen, nem játszott tényleges szerepet a honfoglalás harcaiban, ez inkább a gyula tiszte volt. A középiskolai tankönyvek az első verziót tartalmazzák.

## A honfoglalás
A legkorábbi, vitathatatlanul megbízható forrás Árpád életéről Georgiosz Hamartolosz krónikája a 10. század elejéről.
893-ban Nikétasz Szklérosz, a bizánci császár követe Árpáddal és Kurszánnal tárgyalt az Al-Dunánál egy bolgárok elleni hadi szövetségről.

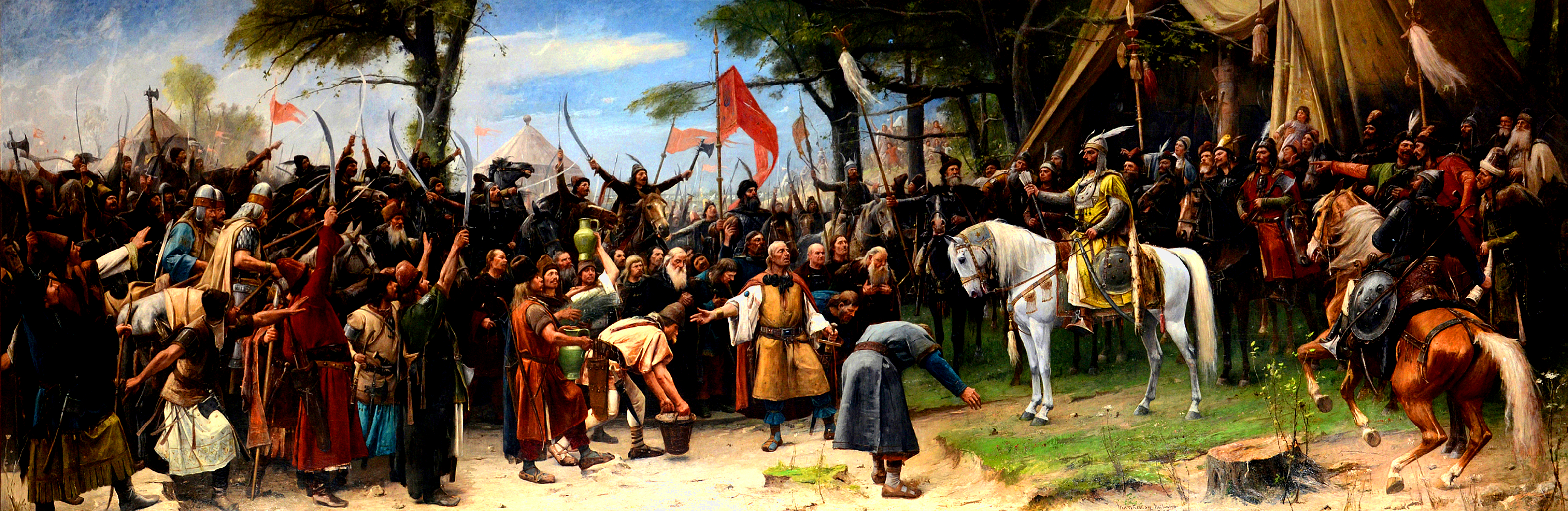
Munkácsy Mihály festménye a honfoglalásról

Egy magyar hadsereg hamarosan bizánci hajókon átkelt a Dunán a bolgárok ellen. Bíborbanszületett szövegből kikövetkeztethető, hogy ezt a sereget Árpád fia, Liütinka vezette. A bizánciakkal az egyezkedés még elhúzódott, és közben az Etelközben szállást találó magyar törzsek a Kárpát-medence felé egyre gyakrabban tettek felfedező utakat. Ezeket legtöbbször maga Árpád vagy „társfejedelme”, Kurszán szervezte, de legalábbis támogatta a gazdag vidék felderítését, hiszen már akkoriban foglalkoztatta a magyar törzsek vezetőit, hogy nyugatabbra vonulnak. Kurszán tisztsége szintén vitatott, Spinei szerint Árpád volt a gyula, és Kurszán a kende. Kristó szerint fordított volt a szerepük, Árpád kende volt, és Kurszán gyula. 

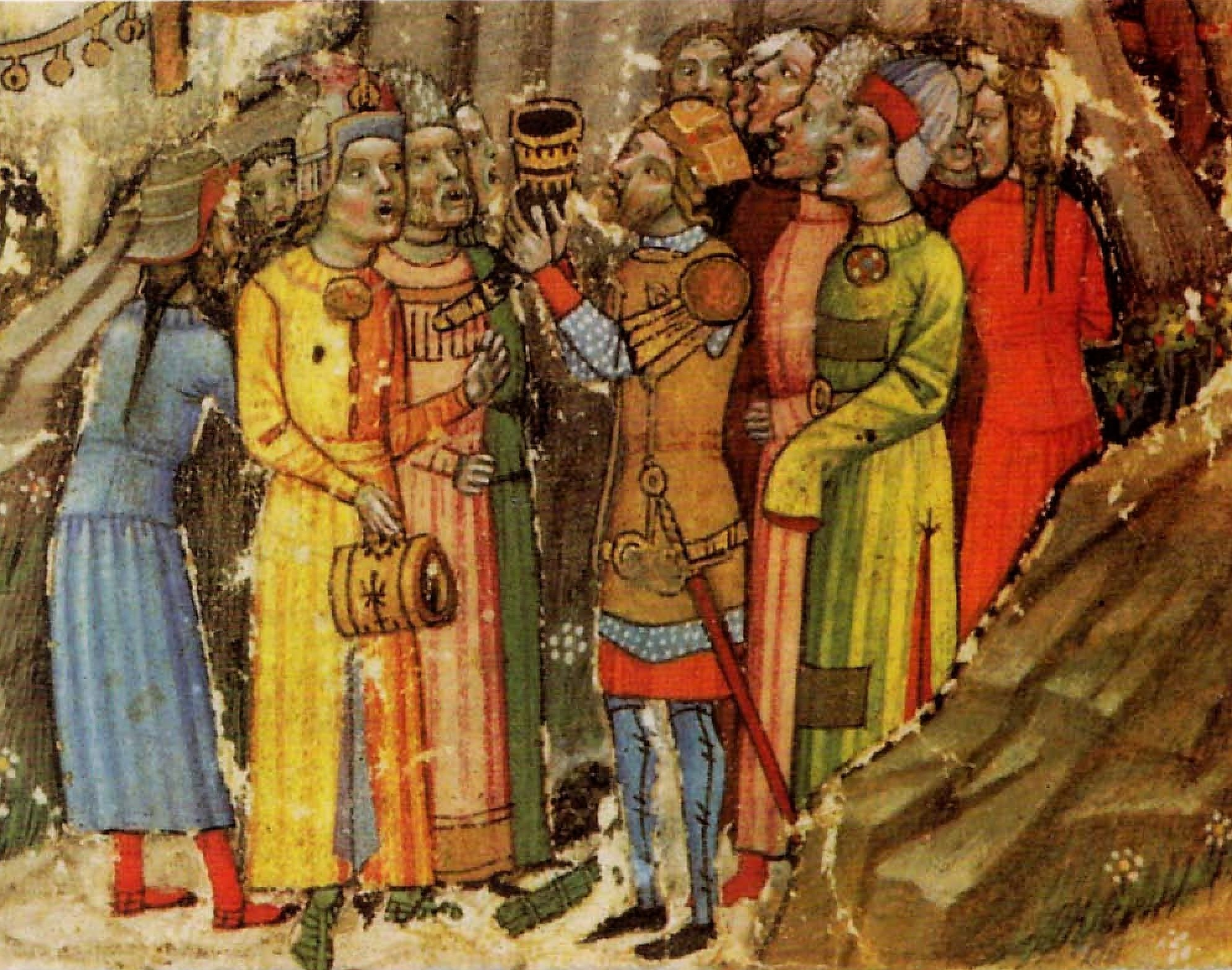
A honfoglalás. Miniatúra részlete a Képes krónikában. László Gyula történész szerint talán az sem véletlen, hogy a Képes Krónika (14. század közepe) festője azért ábrázolta az aranysisakos hét vezér közt Árpádot úgy, hogy magasra emeli bölényszarv ivókürtjét, hogy emlékeztesse a vérszerződés fogadalmára a honfoglaló vezéreket

894-ben Árpád szerződést kötött a morvák fejedelmével, Szvatoplukkal, miszerint a magyar és morva hadak együtt kiűzik Pannóniából a keleti frankokat. Ennek a szövetségnek az emléke a fehér ló mondájában őrződött meg. Szvatopluk halála után a magyar törzsek megszállták a Felső-Tisza vidékét, és Árpád serege élén 895-ben a Vereckei-hágón át az Alföldre lépett, és elfoglalta a területet.
894-ben érett meg a bizánci–magyar együttműködés, és Árpád megtámadta Simeon bolgár cár birodalmát. A magyar csapatokat Kurszán vezér, társfejedelem vezette. A bolgár cárság sorozatos csatavesztést szenvedett a magyar seregektől, és az Al-Duna területét feladták. Ezzel a Délvidék is Árpád népének uralma alá került, de az al-dunai csaták alatt a bolgárok szövetkeztek a besenyőkkel, akik megtámadták és elfoglalták a magyarok védtelen szállásterületeit Etelközben. Simeonnal 895-ben megütköztek, a rendkívül véres Déli-Bug menti csatában, melynek során a magyarok 20 ezer fős veszteséget okoztak Simeon hadának, de a csatában mégis alulmaradtak. A vesztes csata után a besenyők által elfoglalt etelközi területeikre vissza nem mehettek, így a Kárpátok hágóin át a korábbi portyázásaik során már alaposan megismert Erdélybe menekültek, és itt le is telepedtek, csak gyenge dunai bolgár helyőrségekkel találták szembe magukat (melyeket korábban az ő támadásaik gyengítettek meg jelentősen) a Kárpát-medence keleti felében. A Tisza vidékéig magyar terület lett a Kárpát-medence, és Árpád serege sorozatos csatákat vívva szilárdította meg pozícióit az új hazában.
899 márciusában Arnulf keleti frank király követsége érkezett a nagyfejedelem udvarába, és arra kérte Árpádot, hogy segítsen neki legyőzni az itáliai király seregeit, és akkor a magyaroké lehet egész Pannónia, azaz a mai Dunántúl. Árpád seregei legyőzték I. Berengár itáliai király hadait, és a Lombardiából hazatérő magyar seregek birtokba is vették a Dunától nyugatra eső területeket. Azonban a morvák is szemet vetettek ezekre a területekre, és megtámadták az itt szállást kereső magyarokat. Árpád serege legyőzte a morvákat, és büntetésül elfoglalta azok nyitrai hódításait is, így 900 őszére az egész Kárpát-medence magyar fennhatóság alá került, és Árpád vezetése alatt végéhez ért a honfoglalás.
Álmos nem léphetett Pannóniába, ezért Erdélyben megölték. Engel, Kristó és Molnár ezt azzal magyarázta, hogy feláldozták, mint a kazár kagánt, ha valami baj történt a néppel. Ezzel szemben Róna-Tas azt állítja, hogy ha megölték egyáltalán, akkor az idős fejedelmet Árpád vagy valaki más ölte meg, hogy félreállítsák. Spinei elveti a Képes Krónika által leírt történetet, arra hivatkozva, hogy a Gesta Hungarorum utoljára Ungvárnál említi Álmos fejedelmet. Ez azt is írja, hogy Álmos itt nevezte ki Árpádot a magyarok vezérévé.

## Szállásterülete
Árpád szállásterülete a korabeli tudósítások alapján 900 előtt Kelet-Magyarországon, a Felső-Tisza vidéken lehetett. A nyugati források ugyanis nem tudnak Árpádról, csak Kurszánról, az Árpáddal és utódaival kapcsolatba lépő bizánciak viszont úgy írják le Magyarországot, mintha az csak a Tiszántúlból állna, bár megjegyzik, hogy tőlük nyugatabbra a frankok vannak.
Az valószínűsíthető, hogy a bizánciaknak Árpád utódai a saját uralmuk alatt álló területről számoltak be részletesebben.
Györffy György a honfoglaló magyaroknál úgynevezett félnomád, téli-nyári legelőváltó életmódot feltételezett, melynek során Árpád és fiai is – az állatok vízigénye miatt – egy-egy folyó mentén vándoroltak téli és nyári szállásuk között. A helynevek alapján arra a következtetésre jutott, hogy Árpád téli szállása – nyilván 900, Pannónia elfoglalása után – a Pécs részét képező Árpádváros, a korábbi Árpád falu volt, míg nyári szállása – ezt Anonymus is megerősíti – a Csepel-szigeten, s közben a Duna jobb partján nomadizált. De fennmaradt egy nyári szállás neve a Sárvíz mellett is, Jutas partvonalán, a Sárkeresztes és Moha közötti Árpád-völgy Székesfehérvár mellett.
Négy fia pedig a Duna, a Sárvíz és a Kapos-Szék-patak partján nomadizált úgy, hogy téli szállásuk egymáshoz viszonylag közel, a Duna két partján Kalocsa magasságában volt, Zoltáé például Solt mellett. Jelek nyári szállása Üllő mellett, Tarkacsué Tarrós mellett, Jutasé a ma Veszprém részét képező Jutaspuszta területén, Zoltáé pedig Bodrogban, a mai Vajdaságban. Kurszán ugyanekkor Árpádhoz hasonlóan a Duna jobb partján nomadizált, téli szállása Aquincumban, nyári szállása a Csallóközben volt 904-ig, amikor a bajorok megölték. Györffy György szerint Árpád ekkor Kurszán partvonalával meghosszabbította a sajátját, új nyári szállásának szintén a Csallóközben maradt helynévi nyoma.

## Uralkodása

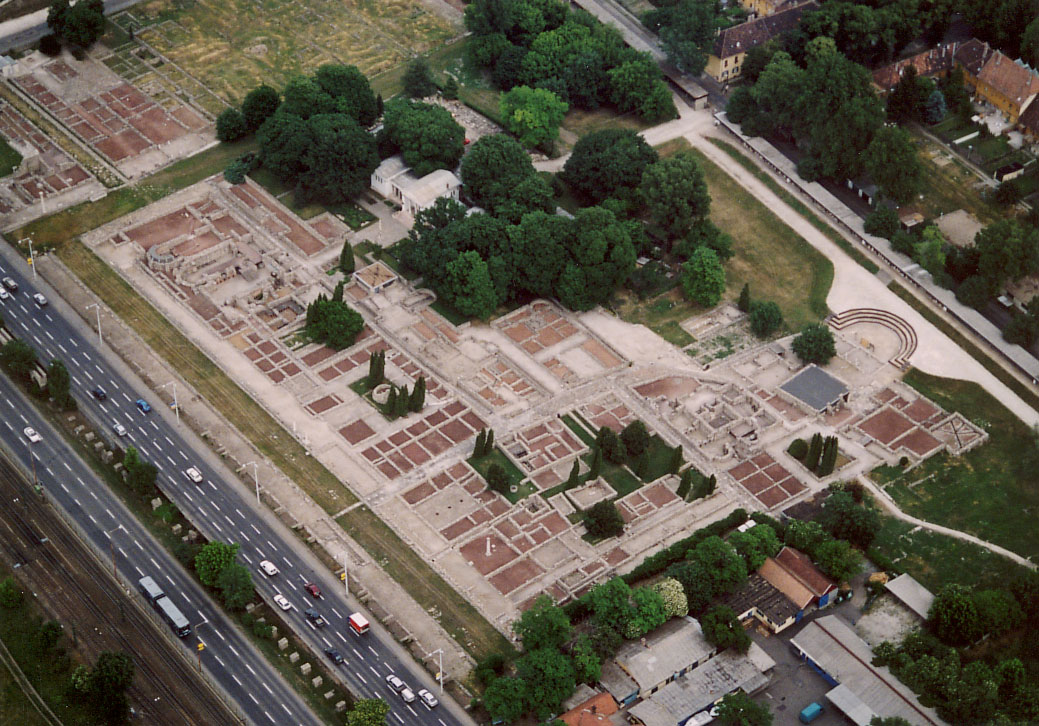
Aquincum romjai, " Attila király városa" a Gesta Hungarorum szerint

Árpád neve teljesen ismeretlen a korabeli keleti frank forrásokban. Akkoriban az volt az egyik nagyhatalom a Kárpát-medencében. Ezek a források, köztük az Annales Alamannici és az Annales Eisnidlenses csak a másik magyar főnököt említik, Kurszánt. Kristó és más történészek feltételezik, hogy Árpád követte apját a kende tisztségben, és Kurszán volt a gyula. Ezzel szemben a román Curta szerint Árpád volt a gyula, és Kurszán a kende, és Árpád csak azután egyesítette a fejedelmi tisztséget, miután a bajorok megölték 902-ben vagy 904-ben.
Ezzel szemben az évszázadokkal később írt magyar krónikák, például a Gesta Hungarorum és a Képes Krónika hangsúlyozza Árpád szerepét a honfoglalásban. A Gesta Hungarorum kiemeli Árpád nagylelkűségét és vitézségét. Továbbá azt is nyomatékosítja, hogy Tétény, az egyik magyar törzs vezére csak azután szerezte meg Erdélyt a maga és utódai számára, hogy Árpád feljogosította a hódításra.
A Gesta Hungarorum szerint, amikor a magyar sereg Budafelhévízen táborozott, a rómaiak kivonultak Pannóniából. Másnap Árpád bevonult Attila király városába, és látta a palotákat, némelyiket épen, némelyiket romosan. A magyarok megcsodálták az épületek méreteit, és még boldogabbak lettek, amikor harc nélkül foglalták el őket. Napokig ünnepeltek, zenés mulatságot tartottak. Árpád birtokokat osztogatott a jelenlevőknek.
A Gesta Hungarorum szerint Árpád feleskette a főembereket és harcosokat, és fiát, Zoltánt még életében nagyfejedelemmé tette. Azonban ennek megbízhatósága kétséges, ahogy a nagyfejedelmek ott ismertetett listája. Például nem szerepel benne Fajsz, aki akkor uralkodott, amikor Bíborbanszületett Konstantin 950 körül befejezte De Administrando Imperio című írását.

## Családja és utódai
Felesége nevét a hivatalos történetírás szerint nem ismerjük. Öt fiának neve maradt fenn: Liüntika/Levente, Tarkacsu/Tarhos, Jelek/Üllő, Jutocsa/Jutas és Zolta/Solt. Mind az ötöt Kónsztantinosz hagyományozta ránk, azonban két különböző helyen. Az egyik helyen, ahol a honfoglalásról és a kalandozásokról van szó, említi Liüntikát, aki ekkor nyilván a legidősebb, felnőtt fiú lehetett. Egy másik helyen, ahol a fiait és az ő korabeli utódaikat sorolja fel, nem említi Liüntikát, csak a négy másikat, és azoknak is csak egy-egy fiát. Nyilván itt csak az utódlás szempontjából fontos utódokról van szó. Liüntikának, úgy tűnik, nem maradt Konstantin idejére fiúutóda.

## Halála
Anonymus szerint Árpád halálának éve 907. Más forrásokból tudjuk, hogy ez az év egyúttal a (pozsonyi csata) éve is, amikor a magyarok legyőzték a támadó keleti frank és bajor sereget. Egyes történészek szerint a győzelem hosszú távú következménye a Kárpát-medence magyarrá válása lett. Kérdéses, hogy ekkor Árpád élt-e még. Egyetlen korabeli forrás sem említi ekkor, csak a háromszáz évvel későbbi Anonymus, aki nagyon sok korabeli forrásból ismert tényt nem tud és egyetlen évszáma sem pontos, másokat viszont – amelyeket egyetlen korabeli forrás sem említ – tudni vél. Nem kizárt, hogy a fejedelem halálhíre – Árpád ekkor kb. 60 éves lehetett, ami akkor magas kornak számított – válthatta ki a keleti frankok támadását, azonban erre sincs korabeli adat.
„Ezután az Úr megtestesülésének kilencszázhetedik esztendejében Árpád vezér is elköltözött ebből a világból. Tisztességgel temették őt el egy kis folyónak a forrása felett, amely kőmederben folyik alá Attila király városába. Egyszersmind ott a magyarok megtérése után a Boldogságos Szűz Mária tiszteletére egyház épült, amelyet fejérnek hívnak.” (Anonymus: Gesta Hungarorum, elektronikus elérhetőség: MEK)
Kristó szerint 900-ban vagy később halhatott meg, mivel a Gesta szerint a honfoglalás 903-ban kezdődött, és nem 895-ben, ami az általánosan elfogadott álláspont. A Gesta szerint egy kis folyó forrásánál temették el, ami kőmederben folyt le Attila városába. Anonymus szerint a magyarok megtérése után templomot emeltek a sír fölé, amelyet Fehéregyházának neveztek. Mátyás idejében a templom gondozására pálos kolostort emeltek. A templom felkutatására számos kísérlet történt, amelynek során azonban Árpád temetkezési helye nem került elő.

## A legendák Árpádja
A Képes krónika szerint a hun Aetilea/Attila/Atilla/Etele hatodízigleni leszármazottja; Csaba szépunokája; Ed ükunokája; Ügyek dédunokája, Előd unokája; Anonymus szerint viszont Attila távoli leszármazottja, Ügyek és Emese unokája; abban viszont egybevágnak a források, hogy Álmos vezér gyermeke.
Mivel Anonymus Árpád halálát 907-re teszi, örökösének pedig a legfiatalabb Zoltát nevezi meg, kialakult egy olyan elképzelés, amely szerint Árpád és három idősebb fia (Tarhos, Jelek/Üllő, Jutocsa/Jutas) a pozsonyi csatában estek el. Erre azonban nincs egyértelmű bizonyíték, valószerűtlennek is tűnik, hogy a fejedelem és három szóba jöhető örököse mind kimentek volna a harcmezőre életüket kockáztatni (Anonymus egyébként sem ejt szót sem a pozsonyi csatáról, sem Árpád többi fiáról). A legenda szerint Óbudán temették el a honfoglaló hadvezért és fejedelmet.
A Gesta Hungarorum a honfoglalás majdnem minden főbb eseményét Árpád fejedelemhez köti. A magyar történetírásban honalapítóként szerepel. Az Árpád-ház 1301-ig uralkodott Magyarországon.

## Galéria

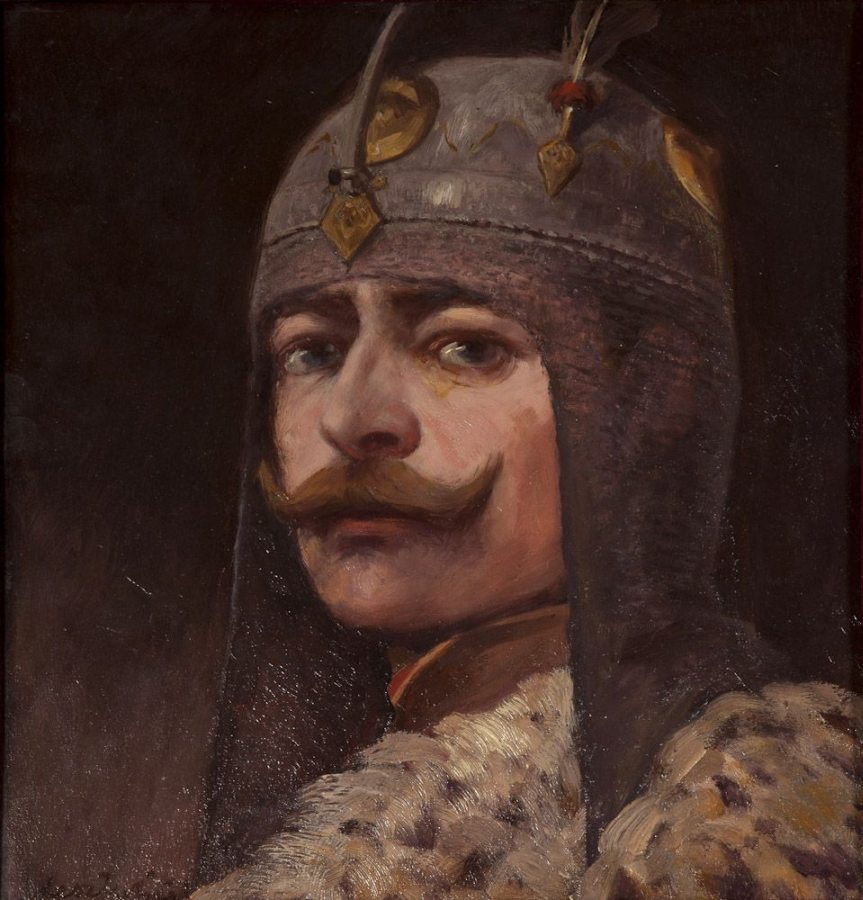
Árpád (Feszty Árpád festménye)
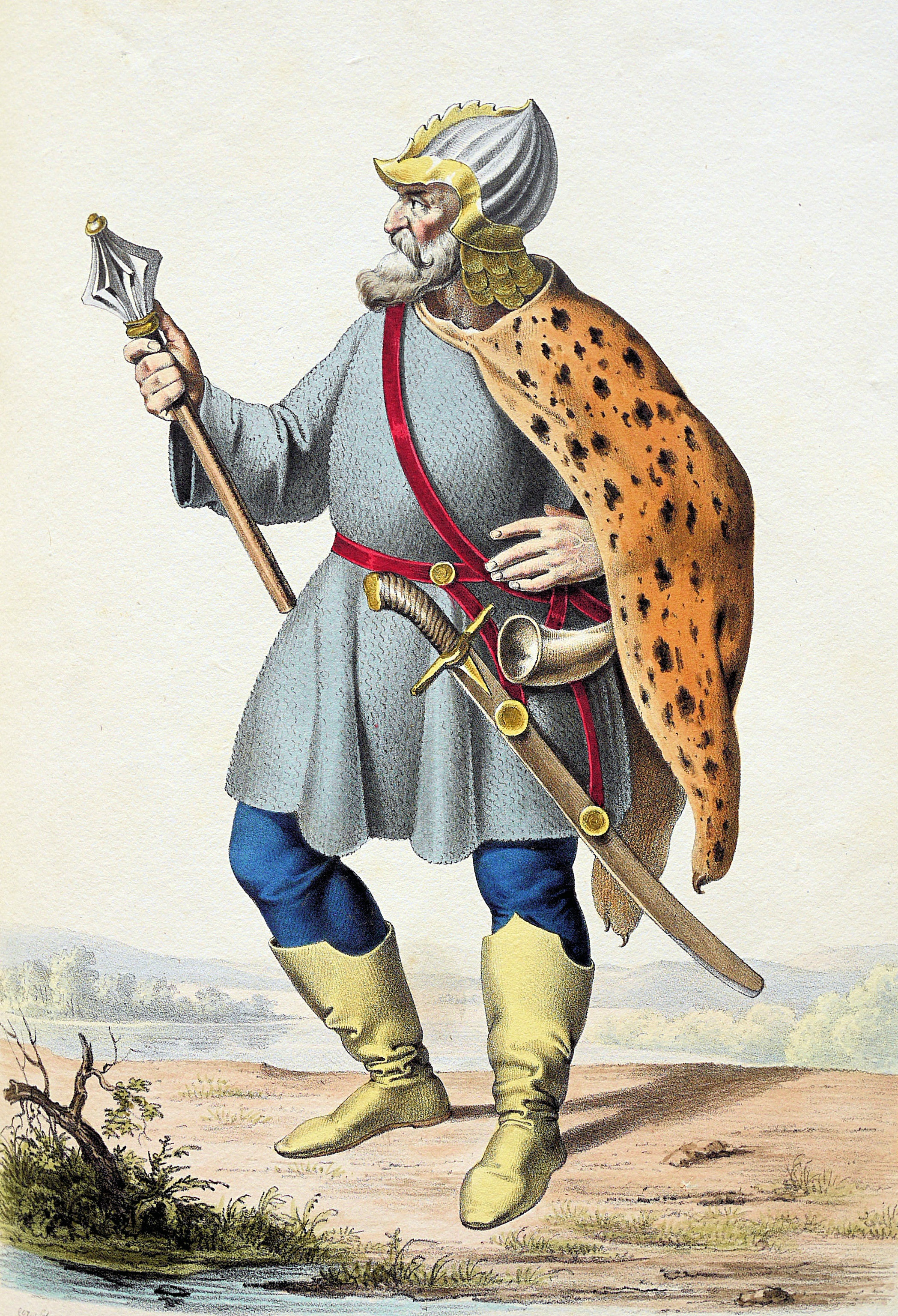
Josef Kriehuber színezett litográfiája Árpádról
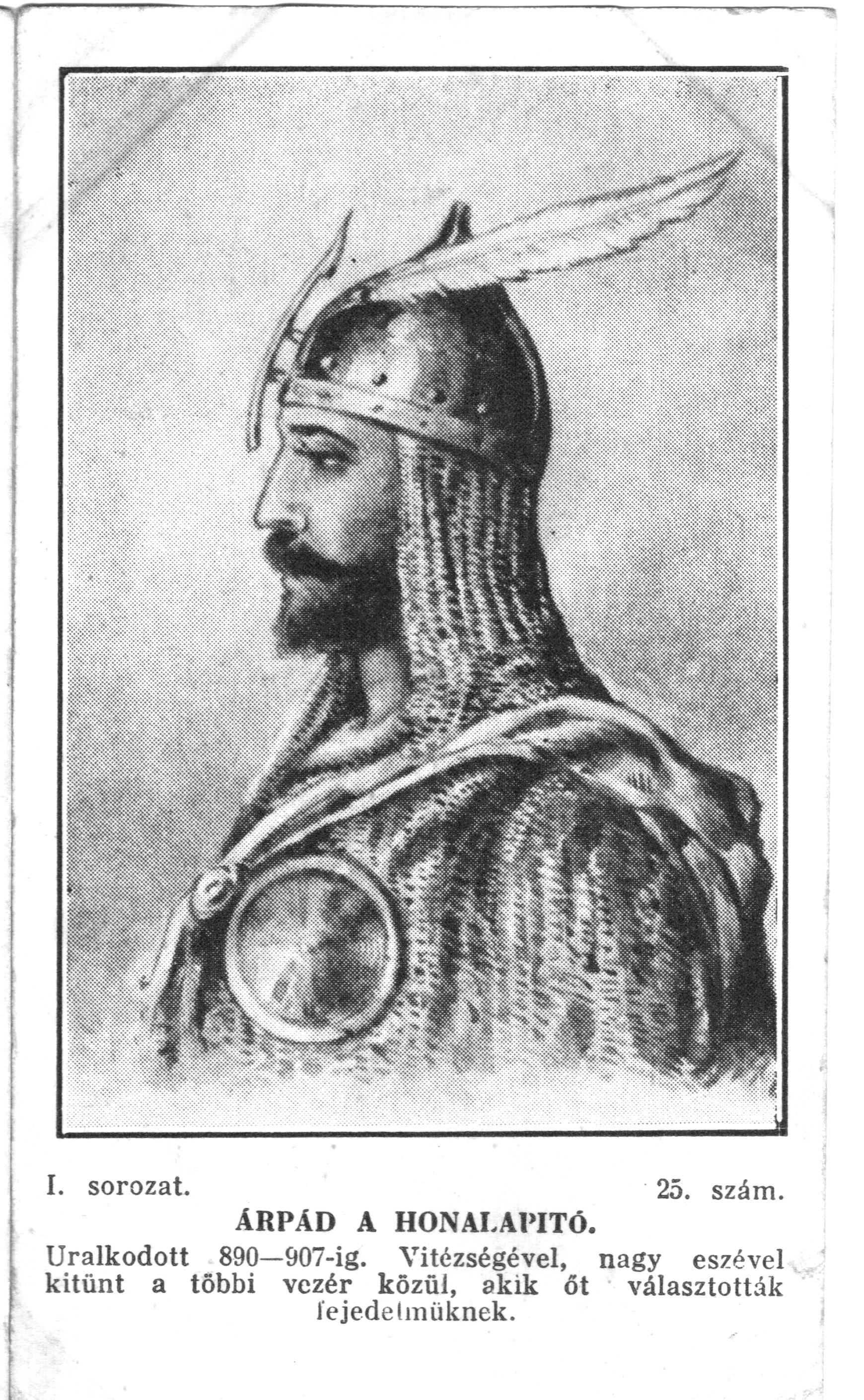
Árpád fejedelem pesti kártyasorozaton
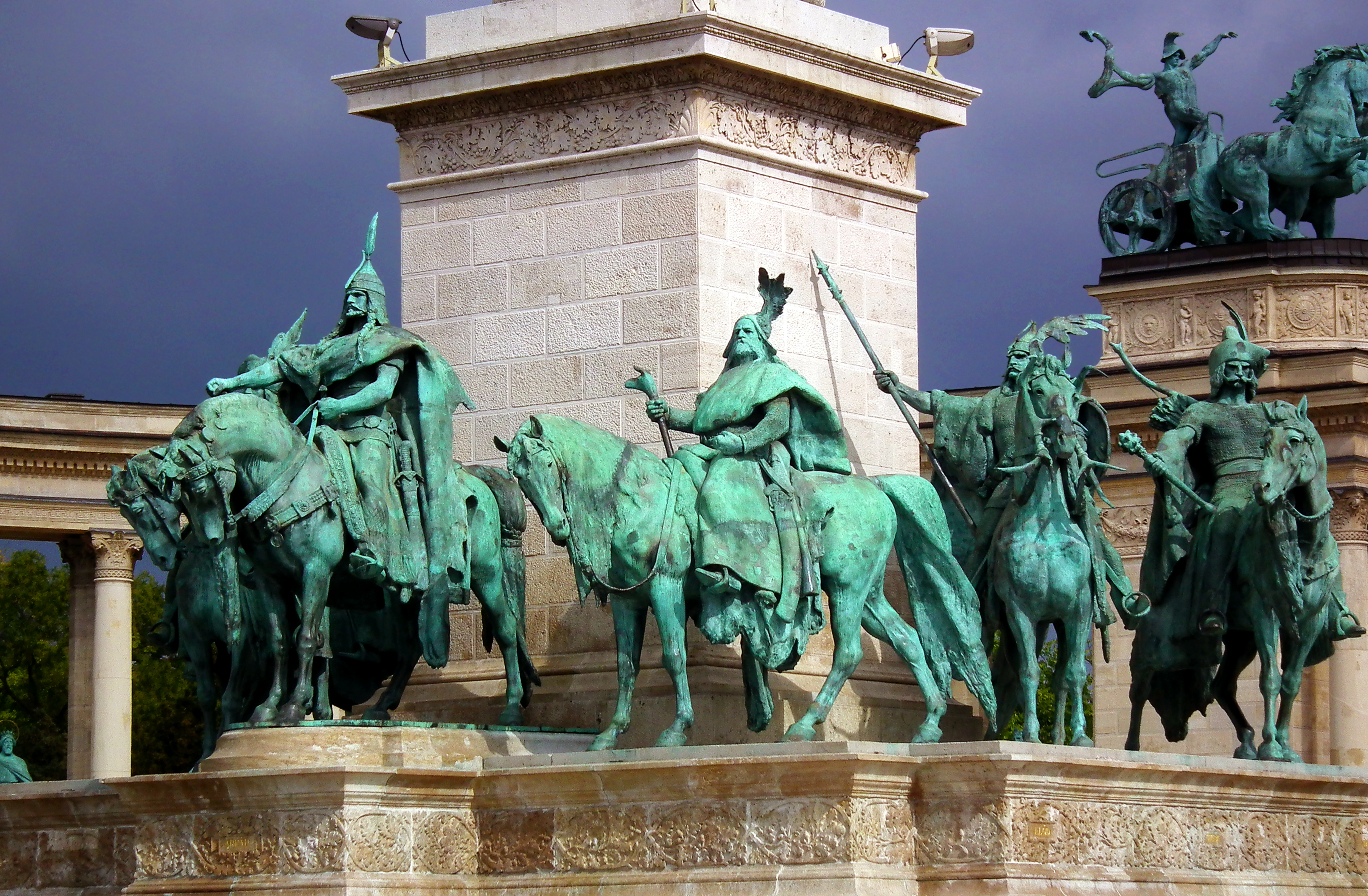
Millenniumi emlékmű, Budapest

## Fordítás
Ez a szócikk részben vagy egészben  az   Árpád című angol Wikipédia-szócikk fordításán alapul.  Az eredeti cikk szerkesztőit annak laptörténete sorolja fel. Ez a jelzés csupán a megfogalmazás eredetét és a szerzői jogokat jelzi, nem szolgál a cikkben szereplő információk forrásmegjelöléseként.